# Jill Murphy
Jill Murphy, född 5 juli 1949 i London, död 18 augusti 2021 i St Mabyn, Cornwall, var en brittisk barnboksförfattarinna, mest känd för bokserien The Worst Witch och pekböckerna Large Family. Hon har beskrivits som en av "de mest engagerande barnboks-författarna och illustratörerna i landet".
Hon började skriva The Worst Witch då hon fortfarande gick i skolan, men slutade då hon gick på Chelseas och Croydons konstskolor. Hon började skriva igen då hon bodde i en by i Togo och senare då hon arbetade som barnflicka i Storbritannien. Boken utgavs då Jill Murphy var 24 år, och blev en stor framgång. Murphy fortsatte arbeta som barnflicka tills framgångarna The Worst Witch Strikes Again gjorde henne till heltidsförfattarinna.

### Fotnoter
1. ↑  läs online, www.curiousbookfans.co.uk .[källa från Wikidata]
2. ↑  läs online, www.snazal.com .[källa från Wikidata]
3. ↑  läs online, BBC .[källa från Wikidata]
4. ↑  läs online, BBC .[källa från Wikidata]
5. ↑  hämtat från: svenskspråkiga Wikipedia härlett från: Kategori:Brittiska författare av barn- och ungdomslitteratur, läst: 14 juni 2019.[källa från Wikidata]
6. ↑  Tjeckiska nationalbibliotekets databas, NKC-ID: pna2006362540, läst: 15 december 2022.[källa från Wikidata]
7. ↑  Tjeckiska nationalbibliotekets databas, NKC-ID: pna2006362540, läst: 1 mars 2022.[källa från Wikidata]
8. ↑  Kate Kellaway, reviewing The Worst Witch Saves the Day, 30 oktober 2005. läst 17 april 2008.
9. ↑  Images of Delight illustrator profile Arkiverad 29 september 2007 hämtat från the Wayback Machine.. Läst 17 april 2008.